# Syngnathus watermeyeri
Syngnathus watermeyeri är en fiskart som beskrevs av Smith 1963. Syngnathus watermeyeri ingår i släktet Syngnathus och familjen kantnålsfiskar. IUCN kategoriserar arten globalt som akut hotad. Inga underarter finns listade i Catalogue of Life.